# Myotis hajastanicus
Myotis hajastanicus és una espècie de ratpenat de la família dels vespertiliònids. És endèmic de la conca del llac Sevan, a Armènia. Anteriorment es classificava M. hajastanicus dins del ratpenat de bigotis, però en fou separat l'any 2000 basant-se en una comparació morfològica.
Tot i que s'han dut a terme dues expedicions per buscar-ne, no s'ha observat cap exemplar de M. hajastanicus des de la dècada del 1980. Mai no se n'han trobat exemplars mascles i pot ser que l'espècie estigui extinta. Mentre no hi hagi cap expedició que ho confirmi, la Llista Vermella de la UICN classifica M. hajastanicus com a «espècie en perill crític».